# Елк-Пойнт (Південна Дакота)
Елк-Пойнт (англ. Elk Point) — місто (англ. city) в США, в окрузі Юніон штату Південна Дакота. Населення — 2149 осіб (2020).

## Географія
Елк-Пойнт розташований за координатами 42°40′54″ пн. ш. 96°40′48″ зх. д. / 42.68167° пн. ш. 96.68000° зх. д. (42.681661, -96.680114).  За даними Бюро перепису населення США в 2010 році місто мало площу 3,52 км², уся площа — суходіл.

## Демографія
Згідно з переписом 2010 року, у місті мешкали 1963 особи в 770 домогосподарствах у складі 505 родин. Густота населення становила 557 осіб/км².  Було 830 помешкань (236/км²).
Расовий склад населення:
| - 97,0 % — білих - 0,6 % — корінних американців - 0,3 % — чорних або афроамериканців - 0,2 % — азіатів |

До двох чи більше рас належало 1,2 %. Частка іспаномовних становила 1,5 % від усіх жителів.
За віковим діапазоном населення розподілялося таким чином: 30,4 % — особи молодші 18 років, 55,6 % — особи у віці 18—64 років, 14,0 % — особи у віці 65 років та старші. Медіана віку мешканця становила 36,3 року. На 100 осіб жіночої статі у місті припадало 92,3 чоловіків;  на 100 жінок у віці від 18 років та старших — 87,3 чоловіків також старших 18 років.
Середній дохід на одне домашнє господарство  становив 69 739 доларів США (медіана — 47 434), а середній дохід на одну сім'ю — 87 662 долари (медіана — 72 813). Медіана доходів становила 54 833 долари для чоловіків та 35 750 доларів для жінок. За межею бідності перебувало 9,1 % осіб, у тому числі 14,1 % дітей у віці до 18 років та 16,5 % осіб у віці 65 років та старших.
Цивільне працевлаштоване населення становило 991 особа. Основні галузі зайнятості: освіта, охорона здоров'я та соціальна допомога — 23,6 %, виробництво — 12,6 %, роздрібна торгівля — 11,4 %.